# Пасхавер Борис Йосипович
Борис Йосипович Пасхавер (нар. 11 лютого 1938 — пом. 9 липня 2019 Київ) — український вчений-економіст, професор, дійсний член Національної академії аграрних наук України (2007). Лауреат Премії НАН України імені М. І. Туган-Барановського (1997)

## Загальні відомості
Борис Йосипович Пасхавер народився 11 лютого 1938 у м. Києві.
У 1955—1959 навчався в Київському інституті народного господарства на факультеті економіки сільського господарства, після завершення якого почав працювати в Статистичному управлінні Київської області (відділ сільського господарства).
У 1962—1964 навчався в аспірантурі Московського економіко-статистичного інституту (кафедра сільськогосподарської статистики). Там же у 1965 захистив кандидатську дисертацію на тему «Статистико-економічний аналіз інтенсифікації сільського господарства».
З 1965 працював в Інституті економіки НАН України, де пройшов шлях від молодшого наукового співробітника до завідувача відділу. У 1983 в цьому Інституті захистив докторську дисертацію на тему: «Проблеми регулювання рентних відносин у сільському господарстві».
З 2005 працює головним науковим співробітником Інституту економіки та прогнозування НАН України.
У 2005 Борису Йосиповичу присвоєно вчене звання професора. У 1995 обраний членом-кореспондентом НААН України, а з 22.11.2007 є дійсним членом НААН України.

## Нагороди
Нагороджений орденом «Знак Пошани» (1987).

## Наукові напрямки
Вчений відомий своїм вагомим внеском у розвиток актуальних напрямів агроекономічної науки. Він є автором 150 наукових праць, з яких 2 індивідуальні та 15 колективних монографій. Під його науковим керівництвом підготовлено 3 доктори і 5 кандидатів наук.